# إيفار أشايم
إيفار أشايم (بالنرويجية البوكمول: Ivar Asheim)‏ هو عالم عقيدة وبروفيسور نرويجي، ولد في 5 أغسطس 1927 في Vartdal ‏ في النرويج.